# Fili
Pour les articles homonymes, voir Filid.

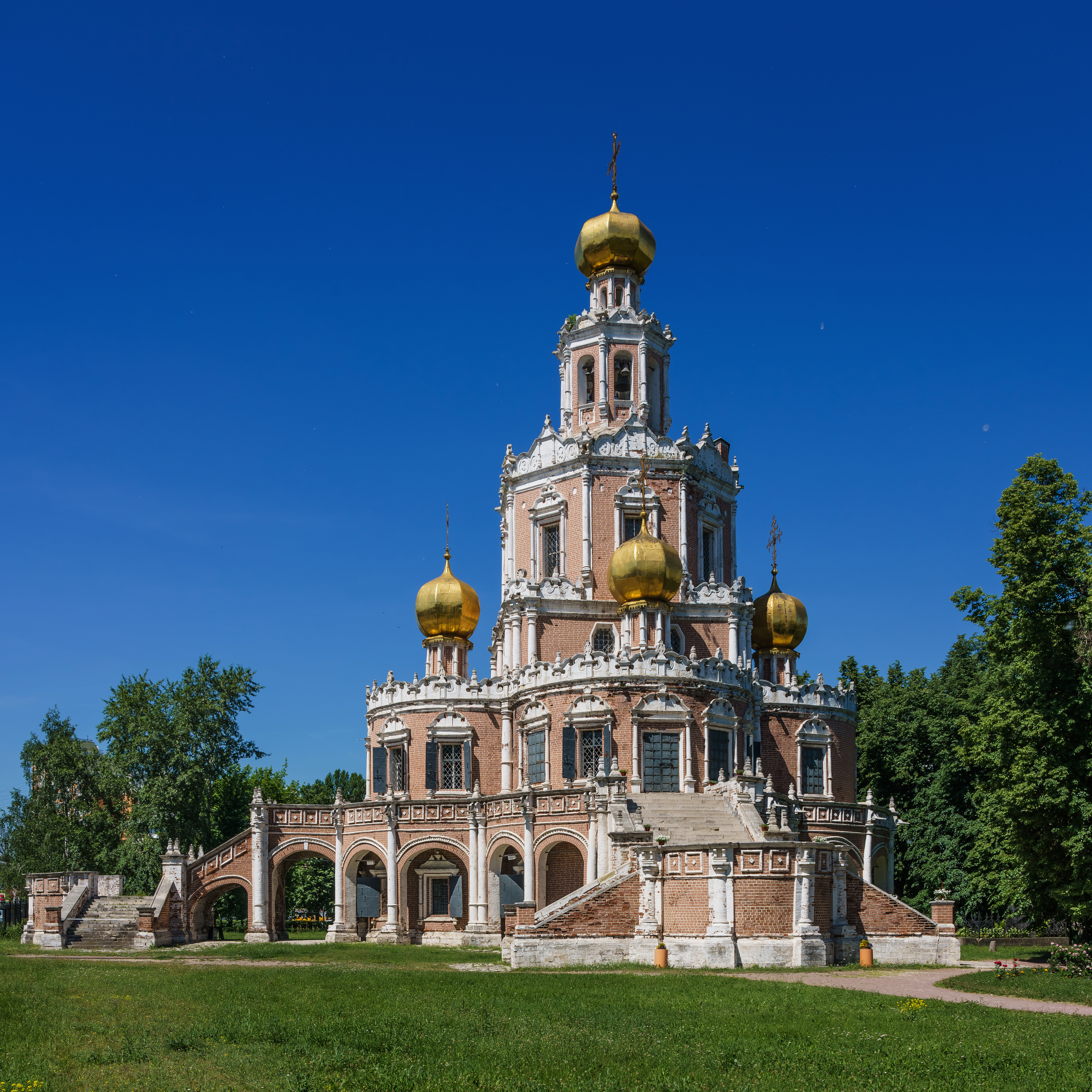
Église de l'intercession dans le quartier de Fili

Fili (en russe : Фили) est un quartier historique de Moscou, ancien village de banlieue, aujourd'hui intégré à la mégapole, dans le district de Filiovski Park et de Fili-Davydkovo.

## Histoire
Village sur la Filka, un affluent de la Moskova, connu dès 1454. Célèbre pour le conseil de guerre qu'y tint le général Koutouzov après la bataille de Borodino. 
En 1923, la société Junkers implanta ainsi une usine de construction aéronautique à Fili. Elle introduisit la production en série, et la construction d'avions métalliques dans le complexe militaro-industriel de la Russie. Les soviétiques en prirent finalement possession, en mars 1927, pour la placer sous la direction d'Andreï Tupolev. L'établissement abrite maintenant une centre technique du cosmos.
En 1926, elle comptait 396 maisons d'habitations et 1 342 résidents.
Intégré à Moscou en 1935.

## Divers
Une partie de  Guerre et Paix, roman de Léon Tolstoï, se déroule à Fili.